# 入楽寺 (世田谷区)
入楽寺（にゅうらくじ）は、東京都世田谷区にある真宗大谷派の寺院。「烏山寺町」を構成する26の寺院の1つである。

## 概要
1648年（正保5年）、順誓法師によって開山された。元々は江戸日本橋平松町（現・東京都中央区日本橋）に位置していたが、1778年（安永7年）に浅草松山町（現・東京都台東区元浅草付近）に移転した。山号の「平松山」は、かつて平松町にあったことに由来する。
1923年（大正12年）の関東大震災に罹災したため、1927年（昭和2年）に墓地を現在地に移転し、翌年に残りの本堂等も移転を完了した。

## 交通アクセス
- 千歳烏山駅より徒歩14分。